# ماندارین سیچوآنی
ماندارین سیچوآنی یا گویش‌های سیچوآنی (چینی ساده‌شده: 四川话، چینی سنتی: 四川話، پین‌یین: Sìchuānhuà) شاخه‌ای از ماندارین جنوب غربی است که عمدتاً در استان‌های سیچوآن و چونگ‌کینگ و مناطقی از هوبئی، گوئیژو، یون‌نان، هونان و شاآنشی تکلم می‌شود. بین گویش‌های مختلف سیچوآنی تفاوت‌های زیادی وجود دارد و گاه فهم متقابل یافت نمی‌شود. به علاوه، سیچوآنی زبان میانجی در سیچوآن، چونگ‌کینگ و بخش‌هایی از تبت است و توسط تبتی‌ها و اقوام بسیاری به عنوان زبان دوم صحبت می‌شود.